# DVCPRO P2

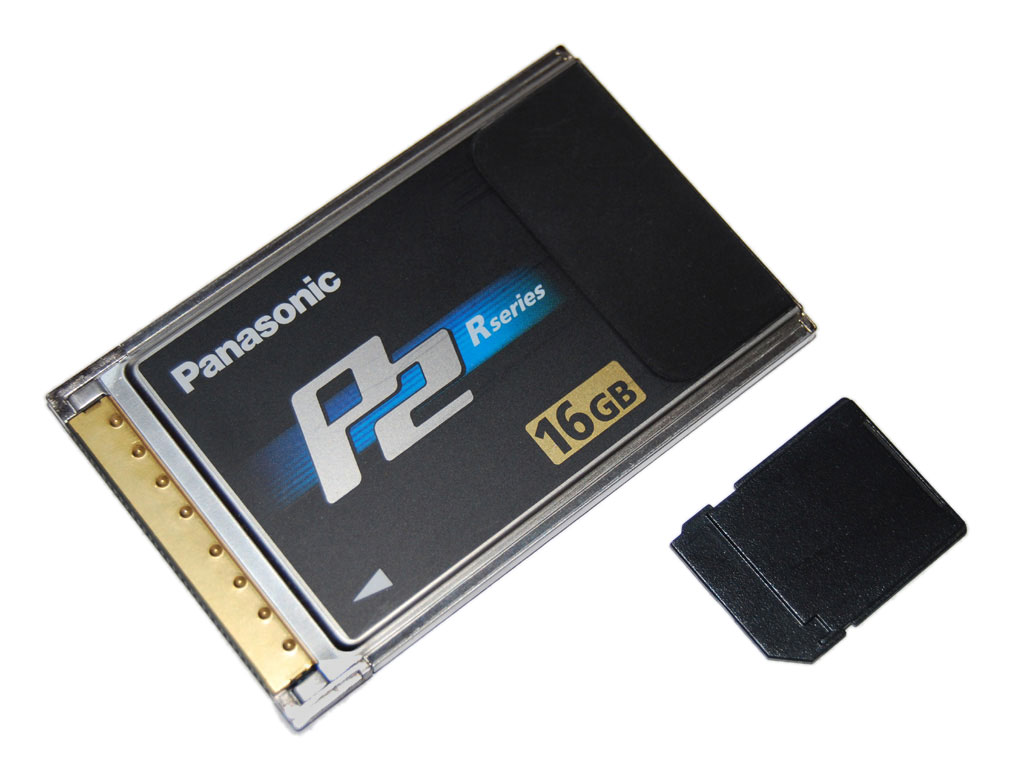
Karta Panasonic P2 16GB

DVCPRO P2 (kde P2 je zkratka za Profesionální Plug-in) je profesionální formát digitálního videa představené firmou Panasonic v roce 2004, speciálně 'šité na míru' aplikacím v elektronickém zpravodajství (Electronic News Gathering - ENG). Obnáší nelineární, bezpáskový záznam streamů DVCPRO a DVCPRO50 na paměťové karty typu solid state flash. Záznam na P2 ve formátu DVCPRO HD je možný například u kamery Panasonic AG-HVX200. Karta P2 je v podstatě RAID paměťových karet SD s moderním řadičem integrovaném do slitého PCMCIA rozhraní, takže přenos dat stoupá spolu s kapacitou paměti. Tento systém zahrnuje kamery, sloty jakožto zasouvatelnou náhradu za videorekordéry a speciální 5¼" počítačovou jednotku pro integraci přímého přístupu se systémy NLE. Tyto karty mohou být též použity tam, kde je k dispozici slot PCMCIA, jako tomu je u většiny notebooků, jako normální disková jednotka (i když, před tím musí být nahrán klientský softwarový řadič).
Vzhledem k tomu, že kapacita karet P2 je relativně malá (v lednu 2006 byly dostupné karty s kapacitami 2 GB, 4 GB a 8 GB), kamery, decky a jednotky mají více slotů; s možností rozšířit nahrávání přes všechny sloty. Tímto se čas pro záznam násobí, což umožňuje až 80 minut na čtyřech 4GB kartách v běžném režimu 25 snímků/s v DVCPRO. Na karty je zaznamenáváno postupně; když jedna karta je plná, může být vyměněna za novou, zatímco se nahrává na jinou. To umožňuje nahrávat neomezeně dlouho (při dostatku prázdných karet). Pokud je karta částečně plná, deck bude nahrávat jen do okamžiku, kdy se zaplní. Na rozdíl od pásků není možné volně přehrát dříve pořízené záznamy - tyto musejí být ručně smazány.
První emise tohoto vybavení vydané firmou Panasonic, které používají formát P2, zahrnovalo AJ-SPX800, studiový rekordér AJ-SPD850, AJ-PCD10 a samotné paměťové karty - AJ-P2C004 (4 GB) a AJ-P2C002 (2 GB).

## Specifikace
- Maximální tok dat: 640 Mb/s
- Disponibilní kapacita: 8 GB
- Rozhraní: PCMCIA
- Cena: 700 USD (8 GB) (v lednu 2006)